# デシデーリア＝欲望
『デシデーリア＝欲望』（原題：La vita interiore、英題：The Desideria, an Inner life）は、1980年のイタリア映画である。 
アルベルト・モラヴィアの原作『深層生活』の映画化だが、日本ではひっそりと公開された。ステファニア・サンドレッリが主人公の少女（ヒロイン）の継母を演じている。

## 内容
思春期の肥満少女は継母から冷たい仕打ちを受けていた。ある日継母から衝撃の真実を聞かされる。実は売春婦から自分は買われたと。ショックから痩せた少女は家出をして男性遍歴を次々と重ねるが、継母は美しく痩せたのを知り義娘を連れて帰り継母の愛人との3Pの相手を強要させられる･･･。

## スタッフ
- 監督・脚本： ジャンニ・バルッチェローニ

- 原作：アルベルト・モラヴィア
- 脚本：エンツォ・ウンガリ
- 撮影：クラウディオ・チリロ
- 音楽：ピノ・ドナッジオ

## キャスト
- デシデーリア：ララ・ウェンデル
- ヴィオラ：ステファニア・サンドレッリ
- エロストラート：ヴィットリオ・メッツォジョルノ
- 財産管理人ティベリ：クラウス・レーヴィッチュ